# برنامه‌ریزی منابع شبکه
برنامه‌ریزی منابع شبکه (به انگلیسی: Network resource planning)، یک فرایند پیشرفته برنامه ریزی شبکه است که شامل رشته‌های برنامه ریزی تجاری، بازاریابی و مهندسی برای توسعه طرح‌های جامع و پویا برای همه حوزه‌های شبکه‌های ارتباطی است.

## خدمات نسل بعدی
بسیاری از ارائه دهندگان خدمات ارتباطی - از خطوط سیمی، بی‌سیم، پهنای باند گرفته تا حامل نسل‌های بعدی بعدی - خدمات نسل بعدی مانند ویدئوهای تعاملی از طریق تلفن‌های همراه و تماس‌های کنفرانس چند کاربره را معرفی می‌کنند. این سرویس‌های جدید ظرفیت شبکه‌های موجود را تحت فشار قرار می‌دهند. در ۲۰۰۶ رویترز مصاحبه، John Roese، مدیر ارشد فناوری شرکت نورتل، اشاره کرد که یوتیوب تقریباً در اینترنت، نابود است و در یک نطق اصلی سخنرانی در کنفرانس تحلیلگر C-فرار سیسکو در دسامبر سال ۲۰۰۶، جان چمبرز، مدیر عامل شرکت شبکه سیسکو گفت: «چیزهایی مانند یوتیوب تنها مراحل اولیه تاثیر ویدیویی است که روی شبکه‌ها خواهد داشت.» از آنجایی که هر انتقال ویدئو تقریباً ۱۵۰ برابر پهنای باند انتقال صدا نیاز دارد، تخمین زده می‌شود که پذیرش یک درصد از سرویس Verizon Wireless V CAST مستلزم افزایش ۴۰۰ درصدی در ظرفیت شبکه متناظر Verizon است.
ماهیت پهنای باند شدید سرویس‌های نسل بعدی، نیاز به برنامه ریزی شبکه سنتی برای تکامل دارد. رشد مشترک سرویس‌های قدیمی مانند صدا و داده تأثیر فزاینده‌ای بر شبکه‌ها داشت. اشتراک‌های جدید و تقاضای پهنای باند مربوطه آنها از منحنی رشد نسبتاً خطی پیروی کردند. به این ترتیب، روش‌های برنامه‌ریزی مانند پیش‌بینی ویژه پیوند و گره یا «روند» برای اطمینان از اینکه شبکه‌ها می‌توانند از مشترکین فعلی و برنامه‌ریزی شده پشتیبانی کنند، کافی بودند.
نوسانات چشمگیر تقاضای پهنای باند که تغییرات جزئی در نرخ اشتراک در شبکه‌های حامل خدماتی مانند ویدئو ایجاد می‌کند، دیگر نمی‌تواند به اندازه کافی با این روش‌های سنتی برنامه ریزی شود. برنامه ریزی منابع شبکه با استفاده از برنامه ریزی تجاری و بینش بازاریابی در فرایند برنامه ریزی، نقاط ضعف روند را برطرف می‌کند. افزودن تحلیل بازار یک لایه اضافی از زمینه اضافه می‌کند و یک حلقه بازخورد فراهم می‌کند که برنامه ریزی دقیق تری را امکان‌پذیر می‌کند. علاوه بر این، اهمیت هماهنگی فعالیت‌های سرمایه‌گذاری زیرساخت در بین سازمان‌ها برای اطمینان از اینکه ظرفیت شبکه در زمان و مکان مورد نیاز فراهم می‌شود و منابع سیستم پشتیبانی انسانی و عملیاتی به‌طور مناسب در فرایند برنامه‌ریزی گنجانده می‌شود، مورد توجه قرار می‌گیرد.

## شبکه‌های نسل بعدی
نیازهای پهنای باند سرویس‌های نسل بعدی فشار بیشتری را بر اپراتورها وارد کرده‌است تا از شبکه‌های سنتی مانند PSTN و TDMA به شبکه‌های مبتنی بر پروتکل اینترنت (IP) جدید یا شبکه‌های نسل بعدی مهاجرت کنند که می‌توانند به‌اندازه کافی‌تر از خدمات جدید پشتیبانی کنند. برنامه ریزی برای انتقال به شبکه‌های مبتنی بر IP از بسیاری جهات یک تلاش دشوار است. چالش مخارج سرمایه ای (CAPEX) این شبکه‌های جدید این است که در حالی که اشتباه کردن و استقرار تجهیزات بیش از حد گران است (یعنی ساخت بیش از حد شبکه و هدر دادن دارایی‌ها)، رابطه غیر خطی بین پهنای باند و نیازهای شبکه به این معنی است که هزینه‌های قابل توجهی از استقرار بسیار کم (یعنی کم ساختن شبکه و قرار دادن خود در شانس بالاتر برای ارائه خدمات با کیفیت پایین و از دست دادن سهم بازار) وجود دارد.
از منظر فنی، برنامه ریزی شبکه‌های جدید مبتنی بر IP نیز بسیار دشوارتر است. ماهیت خود مسیریابی شبکه‌های IP به برنامه ریزان نیاز دارد تا نحوه رفتار شبکه تحت سناریوهای عادی، بارگذاری بیش از حد و خرابی را تعیین کنند. این واقعیت که IP می‌تواند بسته‌ها را در شرایط اضافه بار رها کند یا به تأخیر بیندازد، پیچیدگی جدیدی را به سیستم وارد می‌کند. خدمات تعاملی مانند صدا، ویدیوی دوطرفه و بازی به ویژه در معرض لرزش و تأخیر دیجیتال ناشی از آن هستند. در این شرایط، برنامه ریزان شبکه باید بدانند که چگونه این خدمات تحت شرایط مختلف تحت تأثیر قرار خواهند گرفت. علاوه بر این، آنها باید بدانند که چگونه می‌توان شبکه را برای ارائه بهترین کیفیت خدمات با کمترین هزینه پیکربندی کرد.
این موضوع با این واقعیت تشدید می‌شود که سادگی عملیات شبکه IP ناشی از رویکرد یکنواخت تر و لایه ای به معماری شبکه است. این تعامل بین لایه‌های شبکه است که پیچیدگی قابل توجهی ایجاد می‌کند. به عنوان مثال، سرویس‌های روتین می‌توانند روی یک شبکه IP (اترنت) اجرا شوند، در حالی که خدمات با کیفیت بالا به مسیرهای ویژه اختصاص داده می‌شوند. این سرویس‌ها بر روی شبکه حمل و نقل منطقی زیربنایی (حلقه یا مش)، که به نوبه خود بر روی زیرساخت نوری زیربنایی سوار می‌شوند. برای تیم‌های برنامه ریزی، تأثیر ترافیک روی هر لایه باید در لایه‌های دیگر در نظر گرفته شود. این وضعیت زمانی پیچیده‌تر می‌شود که قابلیت اطمینان و سناریوهای فاجعه وارد بازی شوند، زیرا منابع پشتیبان باید در هر لایه در سلسله مراتب موجود باشد.
به‌طور سنتی، برنامه ریزی شبکه بر اساس دامنه به دامنه (یعنی حمل و نقل، دسترسی و غیره) و به صورت ایزوله انجام می‌شد. برنامه ریزی منابع شبکه برای پرداختن به ماهیت فابریک اشتراکی شبکه‌های IP با ادغام برنامه ریزی در دامنه‌ها سازگار شده‌است. برنامه ریزان شبکه ابزار بسیار قدرتمندتری در برنامه ریزی منابع شبکه برای استفاده از تمام نقاط قوت حوزه‌های مختلف در طرح‌های جامع جامع دارند. در طی پنج سال آینده، انتظار می‌رود که اکثریت قریب به اتفاق ارائه‌دهندگان خدمات ردیف ۱ و -۲ برای مدیریت پیچیدگی این شبکه‌ها و همچنین کاهش CAPEX و هزینه‌های عملیاتی، به سیستم‌های برنامه‌ریزی شبکه همگرا روی آورند.